# Ludmiła Murawska
Ludmiła Murawska (ur. 20 grudnia 1935 w Warszawie, zm. 22 grudnia 2022 w Warszawie) – polska malarka i aktorka.

## Życiorys
Córka Juliana Murawskiego, inżyniera, urzędnika bankowego (zm. 1941) i Ludwiki z Heryngów, siostrzenica i wychowanka Ludwika Heringa.
W latach 1941–1944 uczyła się w prywatnej szkole Szachtmajerowej w Warszawie. Na początku powstania wypędzona z rodziną do obozu na Zieleniaku, potem w Pruszkowie, znalazła się następnie we wsi Mały Chrzanów pod Milanówkiem, a wreszcie w Radomiu. W latach 1945–1950 mieszkała z matką Ludwiką, babką, wujem Ludwikiem i ciotką Lucyną Heryng w Łodzi i tam uczęszczała do szkoły podstawowej. Od dzieciństwa obcując, dzięki wujowi, ze sztuką, wcześnie objawiła talent malarski. W 1946 w konkursie „Przekroju” na rysunki dziecięce zasłynęła dojrzałością swych prac. Zaczęła malować pod opieką artystyczną Ludwika Heringa. Kształtował ją też wpływ sztuki i postaci Józefa Czapskiego, przyjaciela wuja.
Od 1948 r. otrzymywała stypendium artystyczne Ministerstwa Kultury i Sztuki, a następnie przydzielono jej mieszkanie w Warszawie, dokąd przeniosła się z rodziną we wrześniu 1950 r. Po uzyskaniu w 1952 r. matury w Liceum Ogólnokształcącym im. gen. Sowińskiego studiowała na Akademii Sztuk Pięknych (dyplom 1958 r.) u Artura Nacht-Samborskiego. Uprawiała malarstwo i rysunek. Trzykrotnie usuwana z ASP z powodów ideologicznych, przywracana po interwencji ministra Sokorskiego, ale karana odbieraniem stypendium. W 1955 r. wraz z Ludwikiem Heringiem z inicjatywy Mirona Białoszewskiego weszła do zespołu Teatru na Tarczyńskiej jako aktorka i malarka scenografii, współtworząc z kolei Teatr Osobny (Białoszewski, Hering, Murawska) w mieszkaniu poety na pl. Dąbrowskiego w Warszawie.
W 1959 r. poznała Marcela Péju, dziennikarza i wydawcę, sekretarza generalnego pisma Sartre’a „Les Temps modernes”. Po latach związku uczuciowego poślubiła go w 1980 r. i zamieszkała z mężem w Paryżu, zachowując pracownię w Warszawie.
Odbyła podróże artystyczne do Francji (1966) i do Włoch (1974). Malowała  portrety, martwe natury, pejzaże.

## Wybrane dzieła
- Cykl Szekspiriady
- Cykl Matematycy
- Portrety, m.in.: Józefa Czapskiego 1964,  Mirona Białoszewskiego 1962, 1969, Konstantego Ildefonsa Gałczyńskiego 1962, Wojciecha Siemiona 1964, Jarosława Iwaszkiewicza 1966, Tadeusza Kotarbińskiego 1967, Zofii Nałkowskiej, Zofii Kucówny.

## Wystawy indywidualne (wybór)
- Salon Debiutów przy Uniwersytecie Warszawskim
- Centre de Civilisation Polonaise, Paryż 1966
- Towarzystwo Przyjaciół Sztuk Pięknych, Warszawa 1970
- Galeria MPiK „Express Wieczorny”, Warszawa 1977
- Muzeum Okręgowe w Toruniu. Kamienica Pod Gwiazdą (wystawa retrospektywna), Toruń 1999

## Wystawy zbiorowe (wybór)
- Galerie Lambert, Paryż 1961
- Malarstwo w XV-lecie PRL, Muzeum Narodowe, Warszawa 1962
- Malarze Realiści, Zachęta, Warszawa 1962-1968
- Warszawa w sztuce, Zachęta, Warszawa 1963, 1964
- Młoda generacja, Biuro Wystaw Artystycznych, Sopot 1966
- Festiwal Sztuk Pięknych, Zachęta, Warszawa 1971
- Spotkania Krakowskie, Biuro Wystaw Artystycznych, Kraków 1971
- Format człowiek, Galeria STU, Kraków 1976
- Galeria Portretu, Warszawa 1980
- Jesteśmy, Zachęta, Warszawa 1991
- Białoszewski nieosobny, Muzeum Woli, Warszawa 2022